# Melicope versteeghii
Melicope versteeghii är en vinruteväxtart som beskrevs av Thomas Gordon Hartley. Melicope versteeghii ingår i släktet Melicope och familjen vinruteväxter. Inga underarter finns listade i Catalogue of Life.